# Karl Horak (Musikwissenschaftler)
Karl Horak (* 7. März 1908 in Wien; † 23. März 1992 in Schwaz) war ein österreichischer Volksmusik-, Volkstanz- und Volksschauspielforscher.

## Biographie
Horak arbeitete nach einem Studium an der Universität Wien (1925–1931) zunächst als Gymnasiallehrer für Geographie und Naturgeschichte, später auch für Musik. Beruflich war er nach ersten Engagements in Wien und Linz ab 1932 in Kufstein tätig. Bereits seit den 1920er Jahren hatte sich Horak als Autodidakt volkskundlichen Feldforschungen in den österreichischen Bundesländern und deutschen Sprachinseln Osteuropas gewidmet, teilweise begleitet von seiner aus Niederösterreich stammenden Studienkollegin Grete Kunz (1908–1996). Am 1. Jänner 1933 ehelichte er Grete Kunz, die auch seine langjährige Forschungspartnerin wurde. Am 20. Mai 1938 beantragte er die Aufnahme in die NSDAP und wurde rückwirkend zum 1. Mai aufgenommen (Mitgliedsnummer 6.248.151). In den Jahren 1940–1941 arbeitete er unter der Leitung von Alfred Quellmalz an den musikalischen Feldforschungen in Südtirol im Auftrag der Forschungs- und Lehrgemeinschaft „Das Ahnenerbe“ mit und organisierte hier auch Volkstanzkurse. 1939 übernahm er die Leitung des Tiroler Volksliedarchivs, die er bis 1945 und später von 1977 bis 1986 innehatte. 1943 evakuierte er das Archiv nach Schwaz, wo er inzwischen als Schuldirektor wirkte. Bis zuletzt blieb der vielseitig interessierte Horak ein anerkannter Wissenschaftler auf dem Gebiet der (insbesondere Tiroler) Volksmusik- und Volkstanzforschung. Sein riesiges Privatarchiv übergab er 1985 dem Volksmusikarchiv des Bezirks Oberbayern.
Karl Horak ist einzuordnen als ein zeittypischer Vertreter von in der damaligen österreichischen Gesellschaft weit verbreiteten antidemokratischen und antiliberalen Positionen. Mit seiner vermeintlich harmlosen Volkstanz-Arbeit stärkte und förderte er unterschiedliche Ideologien in den verschiedenen Kontexten des gewaltgeprägten 20. Jahrhunderts. Die bis in die Gegenwart feststellbare Wertschätzung seiner Person ist vor diesem Hintergrund zu revidieren und durch eine kritisch-würdigende Distanz zu ersetzen, die zwar seine Arbeit für den Volkstanz in Tirol anerkennt, allerdings auch Platz lässt für Widersprüche und problematische Aspekte im Werk des Volkstanz-Forschers.

## Ehrungen und Auszeichnungen
- Raimund-Zoder-Medaille
- Österreichisches Ehrenkreuz für Wissenschaft und Kunst I. Klasse (1983)[3]